# Zethus miniatus
Zethus miniatus är en stekelart som beskrevs av Henri Saussure 1858. Zethus miniatus ingår i släktet Zethus och familjen Eumenidae. Inga underarter finns listade i Catalogue of Life.